# Termitocalliphora machadoi
Termitocalliphora machadoi är en tvåvingeart som beskrevs av Bauristhene 1964. Termitocalliphora machadoi ingår i släktet Termitocalliphora och familjen spyflugor.
Artens utbredningsområde är Angola. Inga underarter finns listade i Catalogue of Life.